# Pablo Torre
Pablo Torre Carral (* 3. dubna 2003 Soto de la Marina) je španělský fotbalista , který hraje jako záložník za španělskou Barcelonu. Je mládežnickým reprezentantem Španělska, reprezentoval Španělsko v kategoriích do 17 a 19 let a reprezentuje Španělsko v kategorii do 21 let.

## Klubová kariéra
Dne 4. března 2022 se FC Barcelona dohodla s Racingem Santander na jeho přestupu za poplatek 5 milionů eur. Dne 15. června podepsal smlouvu do června 2026.
Dne 7. září 2022 debutoval v Lize mistrů proti Plzni, v 81. minutě na hřišti nahradil Francka Kessiého. Dne 23. října odehrál svůj první zápas v La Lize za Barcelonu, v zápase proti Bilbau střídal v 77. minutě Ousmana Dembélého.

#### Girona (hostování)
Dne 18. července 2023 byl poslán na hostování do Girony. Dne 12. srpna 2023 debutoval za klub proti Realu Sociedad.

#### Návrat do Barcelony
Před sezónou 2024/25 se vrátil do Barcelony.